# Atlas (Laurel Halo)
Atlas è il quarto album in studio della musicista statunitense Laurel Halo, pubblicato nel 2023.

## Tracce
Testi e musiche di Laurel Halo.
1. Abandon – 4:01
2. Naked to the Light – 4:19
3. Late Night Drive – 4:55
4. Sick Eros – 4:22
5. Belleville – 2:25
6. Sweat, Tears or the Sea – 2:45
7. Atlas – 6:53
8. Reading the Air – 5:42
9. You Burn Me – 1:08
10. Earthbound – 4:16

## Formazione
- Laurel Halo – voce, elettronica, chitarra, piano, vibrafono, violino
- Lucy Railton – violoncello
- Bendik Giske – sassofono
- James Underwood – violino
- Coby Sey – voce